# Jacob Ahlsson
Jacob Ahlsson (Kumla, 3 agosto 1998) è un ciclista su strada e ciclocrossista svedese.

## Palmarès

### Strada
- 2020 (Dilettanti, una vittoria)

Campionati svedesi, Prova a cronometro Elite
- 2022 (Motala AIF Serneke Allebike, una vittoria)

Campionati svedesi, Prova a cronometro Elite
- 2023 (Dilettanti, una vittoria)

Campionati svedesi, Prova a cronometro Elite

#### Altri successi
- 2024

Östgöta tempo (cronometro)

## Piazzamenti

### Competizioni europee
- Campionati europei

Plouay 2020 - Cronometro Under-23: 15º
Plouay 2020 - In linea Under-23: 99º
Monaco di Baviera 2022 - Cronometro Elite: 11º